# 악덕의 윤무곡
악덕의 윤무곡은 나카야마 시치리의 '미코시바 레이지 변호사 시리즈'의 4번째 책이다.

## 줄거리'
미코시바가 소노베 신이치로였을 때 쇼와 60년,만14살 때 저질렀던 살인 사건이후로 소년원에 들어간 후 어머니는 한번 면회를 왔고 그 뒤에는 서로 연락을 하지 않았다.
그런 어머니와 동생을 가족 취급 안하고 살아왔다가 어느날 동생 아즈카가 미코시바의 사무실로 찾아왔다.바로 어머니의 변호를 해달라는 것이였다.
어머니는 한 남자와 재혼했지만 그 남자가 자살했고 어머니가 그 남자를 죽이고 자살로 위장했다는 누명을 썼고.마침 전 남편의 자살이 이것과 비슷해서 사람들은 의심을 한다.

### 책의 도입부
마침 책의 시작부분에서도 신이치로의 어머니가 아버지를 죽이는 장면이 나와 독자들을 낚는 나카야마 시치리의 기술이 등장한다.

## 레이지 시리즈
- 속죄의 소나타

- 추억의 야상곡

- 은수의 레퀴엠(은수의 진혼곡이라고 하기도 한다)

- 악덕의 윤무곡

- 복수의 협주곡 (일본에서 연재 중)

제목에 있는 소나타, 야상곡, 진혼곡, 윤무곡, 협주곡 등은 클래식 음악의 악곡 형식이다.